# Sideway Look
Sideway Look ist eine britische Indie-Rock-Band aus Edinburgh. Die Band gründete sich 1980 und brachte 1989 ihr bislang zweites und bisher letztes Studioalbum heraus, spielte aber immer mal wieder Konzerte, vornehmlich in Schottland. Sideway Look verbindet rauen und melodischen Alternative Rock und an New-Wave-Produktionen orientierte Rock- und Popsongs mit origineller und untypischer Instrumentierung und Elementen (siehe Akkordeon) des Folk.

## Geschichte
Die Band formierte sich Mitte des Jahres 1980 in der Besetzung Colin Thom (Gitarre, Akkordeon, Keyboard, Gesang), Brian Smith (Gesang Gitarre, Keyboard), John Baird (Bass, Keyboard, Gesang), Johnny O Neill (Keyboard) und Iain Hardie (Schlagzeug, Percussion) in Edinburgh. Die Köpfe der Band sind der Leadsänger Brian Smith und der Gitarrist Colin Thom. Einige der Mitglieder kannten sich bereits während der gemeinsamen Schulzeit in Edinburgh und spielten seit 1977 in einer Band namens „Cardinal Eugene“ Songs im rauen Stile von den Rolling Stones oder Humble Pie. Anschließend wandelte man sich aber nachhaltig unter Zu- und Abgängen von diversen Band-Mitgliedern und weicheren und melodischeren Einflüssen des Zeitgeistes durch Bands wie Roxy Music oder Japan hin zu einer selbständigen Musikrichtung und so wurde die eigentliche Band Sideway Look musikalisch geboren.
Als eigenständige Musikgruppe aus dem Herzen Schottlands, begann sich Sideway Look einen Ruf als sehr dynamische, manche sagen, „overpowering live act“ zu erwerben. Als Folge erschienen zu den Live Gigs zwangsläufig nicht nur begeisterte Konzertbesucher, sondern auch interessierte Zuhörer von Major-Plattenfirmen. Dies führte zur Veröffentlichung ihres ersten Albums bei Virgin Records im September 1984. Produziert wurde das Album von dem Produzenten Ian Taylor. Das vielschichtige und komplexe musikalische Ergebnis brachte man unter dem selbstbetitelten Albumnamen der Band heraus – nämlich Sideway Look. Der Name war Programm, denn das Cover dieses Albums Sideway Look zierte dann auch ein Ensemble von modernen Vermessungsgeräten (zur genaueren Betrachtung) der schottischen Highlands. Aus diesem Album wurden drei Singles ausgekoppelt – 1984 die beiden Singles: Knowing You From Today und Tell Me Tonight sowie 1985 der Song: Till the Bitter End.
Nach sehr positiven Reaktionen beim Käufer, bei Rundfunkstationen und Kritikern, vor allem in Europa (darunter hervorzuheben Deutschland), aber auch in Nordamerika, wurde der Queen-Schlagzeuger Roger Taylor auf die Band aufmerksam.
1995 erschien dann der Bericht in der Musik-Zeitung „Freddie Mercury Paradise“, dass Virgin Records beschlossen habe im März 1985 Taylor und Richards zu buchen, um Sideway Looks zweites Album für Virgin zu produzieren. Kaum hatte man jedoch richtig begonnen, das Album in den englischen „The Townhouse“ and „Eden Studios“ abzumischen, tauchte das Veto der Plattenfirma auf, und es kam zu künstlerischen Differenzen, über die musikalische Richtung, die kritischen Texte bis hin zu der Art der Vermarktung der Musik. Das Musiklabel Virgin unterband daraufhin strikt die weiteren Aufnahme-Sessions. Es ist bis heute unklar, wie viel Material tatsächlich fertiggestellt wurde, weil es in den Archiven von Virgin verschwand und bis zum heutigen Tag unveröffentlicht blieb. Von einer Single Bulletproof Heart, eine Coverversion des 1980 erschienenen Titels der Band Fingerprintz, wurde angenommen, dass sie komplett zur Veröffentlichung fertiggestellt wurde, aber auch dieses Material ist offiziell niemals erschienen. Die Band spielt den Song Bulletproof Heart allerdings gerne auf ihren Live-Konzerten wie zum Beispiel in dem bekannten Musiktempel Apollo, einem der renommiertesten Veranstaltungsorte für Musik und Live Acts in Glasgow.
Der Text der Single von Bulletproof Heart kann auch eindeutig-zweideutig als eine massive Kritik an der Plattenindustrie selbst gedeutet werden, daher erscheint heute mit diesem Wissen die Entscheidung von Virgin Records, die Veröffentlichung schlicht des ganzen Albums zu boykottieren nicht weiter verwunderlich. Nach der Maxime: Die Hand die einen füttert, lässt sich nicht gerne beißen.
Auszug aus den Lyrics von „Bulletproof Heart“:
„Some say this is a dangerous place Dangerous women, lipstick face Men disappear without a trace Stay among us, I like your face In this town you need a bulletproof heart In this town you need a bulletproof A shatterproof heart When I came here I was innocent Soon found out what trouble meant Now I regret the times I spent In your tower blocks Your tenements In this town you need a bulletproof heart In this town you need a bulletproof A shatterproof heart Watch your step, don’t open the door Watch your step, they wanna settle to score Watch your step, don’t open the door Don’t open the door Don’t open the door Some say this is a dangerous place Searchlight circle, they watch this space Men disappear without a trace And none of us face Caught in a vase In this town you need a bulletproof heart In this town you need a bulletproof A shatterproof heart In this town you need a bulletproof heart In this town you need a bulletproof A shatterproof A shatterproof A shatterproof heart“
Nicht das erste Mal, dass die Musikmaschinerie der großen Plattenfirmen die Karriere einiger aussichtsreicher unabhängiger schottischer Bands mit ihren sozialkritischen Texten ins Stocken brachte. Andere Beispiele wären die Bands „Sunset Gun“ und „Sugar Sugar“ – beide mit CBS Records. Das Schicksal der Gruppe Sideway Look ist also kein vereinzeltes auf dem rauen Parkett der internationalen Plattenindustrie. Man erinnere sich an so prominente Künstler wie Prince.
Natürlich nicht einverstanden mit dem von der Plattenfirma Virgin Records eingeschlagenen Weg, die Band auf einen kommerzielleren und stromlinienförmigen vorgegebenen Pfad zu zwingen, entschied sich Sideway Look zu einer Denkpause. So verbrachten die Mitglieder des schottischen Quintetts ihre Zeit damit, zu schreiben und für andere Bands zu produzieren. Zu sehen waren Sideway Look 1986 in der dreiteiligen Fernsehserie Blood Red Roses welche in Großbritannien und den USA lief. 1987 brachten sie gemeinsam mit der Künstlerin Karen Rix eine Maxi-Single names Hungry Waters heraus.
Während dieser Aufnahmen und ihrer konstruktiven Zeit mit Karen Rix lernten sie den Produzenten und Toningenieur Tim Summerhayes kennen, der bei Projekten unter anderem mit Status Quo, The Police, The Clash, Paul McCartney, Foreigner, Gary Numan, und den Dire Straits zusammenarbeitete. Man lernte sich gegenseitig kennen und schätzen und man ging, nachdem sich gegenseitig ein gesunder Respekt entwickelt hatte, eine Verbindung mit ihm ein. Im Sommer 1988 fanden sich Sideway Look und Tim Summerhayes zusammen, um an einem gemeinsamen Albumprojekt zu arbeiten. Man fand heraus, dass der geeignete Weg der Zusammenarbeit darin bestand, dass drei der Bandmitglieder für die Produktion zuständig waren und Summerhayes am Mischpult saß. Das Ergebnis ist Taming the Blade, produziert von Smith/Thom and Baird und abgemischt von Tim Summerhayes.
1988 erschien zuerst die gleichnamige Single, bevor 1989 beim Label SPV GmbH die Band mit Taming the Blade ihre zweite und bislang letzte Studioaufnahme veröffentlichte, seit dem 1984 bei Virgin Records erschienenen selbstbetitelten Debütalbum Sideway Look und den unerfreulichen Turbulenzen danach.
Auf diversen Rock- und Pop-Samplern und Kompilationen der 1980er, 1990er und der 2000er Jahre sind verschiedene ihrer Singles zu hören so unter anderem auf dem Pop-Sampler von Ariola Super 20 – Hit-Sensation Neu ‘85 die Single Knowing you from today. Weitere Veröffentlichungen ihrer Songs finden sich zum Beispiel 1999 auf dem Album Maxi Pop V [Various Artists] CON-061-CD oder dem 2004 erschienenen Sampler Remember Collection [Various Artists] CON-252-CD.
Sideway Look und ihre Musik wird gerne und oft im Stile und der Tradition von schottischen Bands wie Aztec Camera, Runrig, Big Country oder den Simple Minds eingeordnet, aber auch mit der frühen Phase der irischen Rockgruppe U2 aus den frühen 80er Jahren verglichen. Tatsächlich ist Sideway Look aber eine völlig unabhängige und eigenständige Musikgruppe aus Schottland, die sich in kein musikalisches Konzept pressen lässt.

## Rezeption
Don Shewey, bekannter Journalist und Kritiker der unter anderem für so renommierte Zeitungen schreibt wie die New York Times, The Village Voice, Esquire, oder das Rolling Stone Magazine meinte zur neuen Band bei Virgin Records im Fachmagazin „The Rolling Stone Review“ 1985 sinngemäß über Sideway Look: Jede neue schottische Band hat trotz ihres ganz eigenen heimattypischen Reichtums, ihres Charmes und ihrer Wurzeln auch ihre Einflüsse und so ordnet er die Musik von Sideway Look leicht abgeleitet in ihrer musikalischen Strömung irgendwo zwischen der Sensibilität von Aztec Camera und der Großartigkeit und dem Glanz von Big Country ein, mit einem Hauch von den Simple Minds.
Englisches Originalzitat: „Don Shewey /Virgin – Any new Scottish band has a wealth of native influences to draw on. Sideway Look steer a slightly derivative course somewhere between Aztec Camera’s sensitivity and Big Country’s grandeur, with a touch of Simple Minds.“ (Ira A. Robbins)

## Diskografie

### Alben
- 1984: Sideway Look (Virgin Records)[6]
- 1985: Bulletproof Heart (Virgin Records, bisher unveröffentlicht)
- 1989: Taming the Blade (SPV – Blue Flamingo Records – 85-8853)[7]

### Singles
- 1984: Knowing You From Today / Across the Park (7", Virgin, Catalogue No: VS 106 853[8])
- 1984: Tell Me Tonight / For the Country (7", Virgin, Catalogue No: VS 691[9])
- 1985: Till the Bitter End / Next Time We’ll Sit at the Bar (7", Virgin, Catalogue No: VS 107118-100[10])
- 1987: Hungry Waters / Stop the Night (7", Raya Records, Catalogue No: S-RAYA-018[11])
- 1988: Taming the Blade / My People (7", SPV)
- 1989: Great Divide / Unlock the Capital (7", SPV)

### Maxi-Singles
- 1984: Knowing You From Today (Extended Sunnyside Road Mix) / Across the Park (Extended King Fergie Mix) (12", Virgin, Catalogue No: VS 601-525[12])
- 1984: Tell Me Tonight (Extended Coatbridge Mix) / For the Country / Tell Me Tonight (Instrumental Mix) (12", Virgin, Catalogue No: VS 691-12[13])
- 1985: Till the Bitter End / Next Time We’ll Sit at the Bar / I Know That You Can’t (12", Virgin, Catalogue No: VS 739-12[14])
- 1987: Sideway Look mit Karen Rix: Hungry Waters (Unexpurgated Version) / Stop the Night (12", Influx Vinyls, Catalogue No: INFVI 12[15])
- 1988: Taming the Blade / My People (12", SPV Blue Flamingo Records, Catalogue No: SPV 50-8851[16])

### Kompilationen (Auswahl)
- 1985: Super 20 – Hit-Sensation Neu ‘85 (Ariola)
- 1999: Maxi Pop V (Various Artists, CON-061-CD)
- 2004: Remember Collection (Various Artists, CON-252-CD)